# Dong Hoi Lufthavn
Dong Hoi Lufthavn (IATA:VDH, ICAO:) ligger på Dong Hoi, Quang Binh, Vietnam. Anlægsarbejdet blev udført i løbet af 2004-2008, og lufthavnen åbnede den 15. maj med en start- og landingsbane på 2400 m længde og 45 m bredde, en lille platform, hvor flyene kunne ekspederes, og et kontroltårn til flyvelederen.
Lufthavnen kan betjene mellemstore fly som Airbus A321, og den kan betjene 500.000 passagerer om året.
Den franske hær opførte en forløber for lufthavnen i 1930'erne, da området var en del af Fransk Indokina. Landingsbanen var på dette tidspunkt uden belægning. Den blev benyttet af Nordvietnam under Vietnamkrigen.
Opførelsen af den nuværende lufthavn begyndte den 30. august 2004, og den første flyvning ankom dertil fra Hanoi den 18. maj 2008, og markerede indvielsen af lufthavnen.
Lufthavnen betjener besøgende til nationalparken Phong Nha-Ke Bang og strande i provinsen. Den første flyvning til Ho Chi Minh-byen var den 1. juli 2009.

## Terminaler
- Vietnam Airlines (Hanoi, Ho Chi Minh-byen)
- VietJet Air (Hanoi, Ho Chi Minh-byen)
- Jetstar Pacific Airlines (Ho Chi Minh-byen, Hai Phong, Chiang Mai)